# Anthomyia oculifera
Anthomyia oculifera is een vliegensoort uit de familie van de bloemvliegen (Anthomyiidae). De wetenschappelijke naam van de soort is voor het eerst geldig gepubliceerd in 1885 door Bigot.